# Place Francisque-Regaud
La place Francisque-Regaud, improprement « place Francisque-Régaud », est une place du quartier des Cordeliers située sur la presqu'île dans le 2e arrondissement de Lyon, en France. Elle est nommée en l'honneur de l'homme politique français et député du Rhône Francisque Regaud (1871-1928).

## Situation et accès
Elle est située entre la rue Grenette et la rue Tupin, le long de la rue du Président-Édouard-Herriot et forme un rectangle occupé en partie par les terrasses de cafés. Une station Vélo'v se trouve sur cette placeainsi qu'un arrêt Tupin pour les bus   .

## Origine du nom
Francisque Regaud (1871-1928) est conseiller municipal de Lyon et adjoint au maire puis député du Rhône de 1919 à 1924. Il est également président du Club alpin français de 1922 à son décès. Il est le frère de Claudius Regaud (1870-1940) médecin, biologiste et pionnier dans la radiothérapie, expérimentant les effets nocifs des rayons X sur les tumeurs cancéreuses. Ce nom est attribué le 3 août 1931 (délibération municipale)